# HQ Bank
HQ Bank fue un banco de inversión sueco fundado por Sven Hagströmer y Mats Qviberg. Comenzó sus operaciones en 2006. Tras presentar pérdidas de importancia, su licencia bancaria fue revocada en 2010. La crisis económica de 2008 provocó en el banco la pérdida de varios miles de millones de SEK. Varios miembros de la junta fueron procesados por fraude, pero fueron absueltos posteriormente.

## Historia
Sven Hagströmer había fundado una compañía de capital inversión en 1981, que se convirtió en Hagströmer & Qviberg en 1989, cuando Mats Qviberg se unió a la empresa como socio. Patrik Enblad fue el Director ejecutivo de la compañía y Mats Qviberg fue presidente del Consejo de administración.

### Crash
A principios de 2010, HQ Bank cerró sus actividades comerciales y dio cuenta de una pérdida de 1.230 millones de SEK en su cartera de negociación. Las pérdidas se relacionan principalmente con las inversiones en derivados financieros , que excedían en mucho la cartera de riesgo de mercado (33 millones de SEK desde marzo de 2010), lo que llamó la atención de la Autoridad de Supervisión Financiera sueca y se suspendieron sus actividades.
El 28 de agosto de 2010, la Autoridad de Supervisión Financiera sueca revocó su licencia bancaria, citando "importantes deficiencias" en operaciones de comercio, y se trasladó al tribunal de distrito de Estocolmo por ser una sociedad mercantil en liquidación.
En septiembre de 2010, Carnegie Investment Bank compró HQ Bank por 268 millones de SEK.
Varios miembros de la junta fueron procesados por fraude, pero fueron absueltos y no intencionalmente han reportado falsos valores. La empresa fue condenada por infracciones contables a una sanción de 480.000 SEK. HQ Bank entró oficialmente en bancarrota en diciembre de 2017, como entidad incapaz de pagar 240 millones de dólares en honorarios legales a los miembros de la junta directiva.